# كلية العمارة والفنون الإسلامية (جامعة العلوم الإسلامية)
تأسست كلية الفنون والعمارة الإسلامية في جامعة البلقاء التطبيقية في مطلع العام الجامعي 1998/1999، وظلت تتبع لها إلى أن التحقت بجامعة العلوم الإسلامية العالمية عند انشائها عام 2008، والكلية هي أول مؤسسة أكاديمية في العالم العربي والشرق الأوسط تعنى بتدريس الفنون الإسلامية تدريساً أكاديمياً راسخاً يقوم على الفهم النظري والمعرفي العميق لأصول الفنون الإسلامية التقليدية، ومنابعها، وفلسفتها، وأهدافها، ومكانتها من الموروث الإسلامي المقدس، وعلى استيعاب القيم الجمالية ومعانيها السامية ونسبها الفاضلة، التي تعكس تلك الوحدة القائمة في النظام الكوني بعوالمه المتداخلة.

## نبذة عن الكلية
كلية الفنون والعمارة الإسلامية هي الكلية الوحيدة في العالم العربي والشرق الأوسط التي تعنى بجانبي الفن الإسلامي المعرفي والتطبيقي منطلقةً من مبادئ الحكمة الثابتة المرتبطة بضروريات الحياة الإنسانية التي هي عند الصانع والمستعمل على حد سواء، ففيها تذوب الفوارق بين الفن والصنعة، وتتلاشى المسافة بين الجمال والاستعمال.
لقد أثرت الحكمة الإسلامية تأثيراً مباشراً في نفوس المسلمين، فأبدعوا بإلهاماتهم نتاجات عظيمة في الفنون الإسلامية ظهرت أول ما ظهرت في فن الخط الذي دونت به آيات القرآن الكريم، ثم في فنون التذهيب والتوريق، والزخرفة الهندسية والنباتية، ثم في فنون الصنائع المختلفة، كصنعة الخشب، وصنعة الزليج، وصنعة الجص المعشـق بالزجاج الملون، وصنعة النحاس، ثم في فنون العمارة الإسلامية المختلفة.
ويتلقى طالب الكلية على مدى سنوات الدراسة محاضرات نظرية وتدريباً عملياً على جوانب الفن الإسلامي المتمثلة في فن الخط العربي، وفن الزخرفة النباتية، وفن الزخرفة الهندسية (Geometry)، ومن ثم تطبيقات هذه الجوانب على الصنائع الفنية الإسلامية كمنتج مطلوب للسوق المحلي والعربي والعالمي، كما يتلقى الطالب محاضرات نظرية في الرسم الهندسي والرسم المعماري، لتتشكل لديه قاعدة نظرية هندسية، تحكم أعماله الفنية والزخرفية. يستطيع معها قراءة المخططات الهندسية والعمل عليها، وقد تمت المباشرة بقبول الطلبة للالتحاق ببرنامج الماجستير في تخصص الفنون الإسلامية وتخصص العمارة الإسلامية، وتخصص التصميم الداخلي اعتباراً من مطلع العام الجامعي 2008/2009، بعد أن أعدت الكلية الخطط الدراسية ووفرت أعضاء الهيئة التدريسية والمتطلبات اللازمة لهذه التخصصات.
وتؤهل الكلية خريجيها في عدد من المجالات التي يحتاجها سوق العمل المحلي والعربي والإسلامي، فخريج الكلية مؤهل للعمل في الشركات والمكاتب الهندسية في مجال تصميم وتنفيذ التفاصيل المعمارية الإسلامية بنسبها السليمة ومعانيها ومواطن استخدامها كما أن الفرص متاحة أمام خريج الكلية للعمل في مجال الصناعة التقليدية وإنتاج الأعمال الفنية سواء لحسابه الخاص أو لحساب مؤسسات أو جهات أخرى. كما أنه مؤهل ليكون مصمماً فنياً للمطبوعات، ومدرساً متخصصاً في مجال الفن الإسلامي والخط والحرف اليدوية التقليدية.
ويقوم على تدريس طلبة الكلية وتدريبهم أساتذة ومدربون يمثلون نخبةً من أفضل المتخصصين في الفنون الإسلامية التقليدية، فأساتذة الخط والتذهيب والزخرفة النباتية والهندسية يمتلكون درجات علمية عالية، إضافةً إلى امتلاكهم (للإجازة) في الخط والزخـرفة، وقدرتهم على منح (الإجازة) لمن يستحقها من طلبتهم. وقد اختارت الكلية أساتذتها ومدربيها من خلال مؤهلاتهم العلمية، المقابلات الشخصية، والاطلاع على أعمالهم الفنية الجاهزه أو التي نفذوها خلال المقابلات الشخصية معهم.

## رسالة الكلية
1. إحياء الفنون الإسلامية التقليدية على المستوى المحلي، الإقليمي، العالمي
2. تقديم برنامج مهني أكاديمي
3. التميز في:
- البحث الأكاديمي في مجال الفنون والعمارة الإسلامية
- إحياء الصنعة التقليدية على أصولها

## رؤية الكلية
- إحياء الفنون الإسلامية
- وحدة الفنون الإسلامية وعلاقتها بالمقدس

## أهداف الكلية
تهدف الكلية إلى خدمة المجتمع الأردني والعــربي والإسـلامي وزيادة المعرفة وتنمية القوى البشرية، وذلك من خلال :
- إعداد العاملين والمهتمين في ميادين الفنون الإسلامية التقليدية وتنمية قدراتهم وذلك بمنح درجة البكالوريوس والماجستير والدكتوراه.
- عقد دورات تدريبية متخصصة ذات علاقة بطبيعية عمل الكلية.
- إعداد الدراسات والبحوث الميدانية والنظرية المتعلقة بالتراث الإسلامي والإنساني، والفنون الإسلامية التقليدية.
- إصدار مطبوعات علمية متخصصة، وإعداد تقارير ودراسات ومواد إعلامية وأخبارية خاصة بمجالات عمل الكلية.
- عقد الندوات والمؤتمرات العلمية والمشاركة في النـدوات والمؤتمرات وورش العمل ومشاريع البحث المشتركة عربياً ودولياً في مجالات عمل الكلية وتخصصاتها.
- نشر الوعي لدى المؤسسات والأفراد للمشاركة معنوياً ومادياً في الحفاظ على التراث الفني الإسلامي.
- الحفاظ على الخبرة الفنية التي يتوارثها حفظة هذه الفنون جيلاً بعد جيل، وذلك بصيانة أسسها وجذورها وأصالتها الإبداعية.
- توثيق التعاون العلمي والفني مع المؤسسات العلمية والفنية داخل الأردن وخارجه في مجالات عمل الكلية وعقد الاتفاقيات معها لهذه الغاية.
- إنتاج الأعمال الفنية في مجالات الفنون الإسلامية التقليدية من خلال مشاغل الكلية.
- إقامة المعارض الفنية الداخلية والخارجية
- تقديم الأستشارات في مجال عمل الكلية لأي جهة محلية أو عربية أو دولية.

## الدرجات والشهادات العلمية التي تمنحهاالكلية
وتمنح الكلية درجة البكالوريوس في ثلاثة تخصصات هم:
1. الفنون الإسلامية
2. التصميم الداخلي
3. إدارة المشاريع

وتمنح درجة الماجستير في ثلاثة تخصصات هي:
1. الفنون الإسلامية
2. التصميم الداخلي
3. العمارة الإسلامية

## وصلات خارجية
- كلية العمارة والفنون الإسلامية.
- جامعة العلوم الإسلامية العالمية.